# STAR☆jewel
《STAR☆jewel》是由zyc製作於2011年12月8日發售的日本成人動畫，2011年10月14日於オーディトリウム渋谷先行上映，是世界第一部18禁動畫電影。

## 故事
神野夏實、神坂玲子、神無レイコ是負責監視從神星（神の星）被放逐到地球的罪犯「惡心女神」（悪心の女神）的女神，然而惡心女神為了修復太陽船（太陽の船）回到神星而將人類的良心變成寶石（Jewel）並且奪取，女神為此開始與惡心女神發生戰鬥。

## 角色
神野夏实（聲優：mona）
本作的主角，负责监视「惡心女神」的三位女神之一，平時以酒吧客人身份為掩飾，戰鬥服為橙色。
神坂玲子（聲優：春日アン）
三位女神之一，平時以空姐身份為掩飾，戰鬥服為藍色。
神無レイコ（聲優：楠鈴音）
三位女神之一，平時以波霸餐廳服務生身份為掩飾，戰鬥服為粉色。
ジルコン（聲優：みる）
惡心女神的首領。
ラピス（聲優：このかなみ）
惡心女神，ジルコン的部下。
ルビー（聲優：緒田マリ）
惡心女神，ジルコン的部下。

## 主題曲
主題曲「STAR☆jewel〜天使の消えた夜〜」
作詞：金子政路 / 作曲・編曲：K2 project，主唱：NATSUMI（mona）
印象曲「永遠の孤独」
作詞：金子政路 / 作曲、編曲：忍，主唱：NATSUMI（mona）
主題曲「女神のスキャット」
作曲、編曲：忍，主唱：ひうらまさこ

## 製作
2009年導演よし天參考1980年代的《戰鬥吧！！伊庫薩1》、《無限地帶23》等動畫作品的設定開始製作，動畫所使用作畫張數約1萬5千張。
製作人員
- 原作、導演、原畫、角色設計、分鏡、作畫監督：
- 劇本：高山克彥
- 演出：谷田部勝義
- 音樂：忍
- 動畫製作：zyc
- 製作人：GOLDENBOY

## 漫畫
STAR☆jewel的外傳漫畫由高遠るい擔任作畫，在秋田書店的Vol.29連載，後來製作成COMIC MOVIE《STAR☆jewel外傳》（なつみオブリビオン ～STAR☆jewel スタージュエル外伝～）於2012年3月22日發售。

## 網路廣播
網路廣播「STAR☆jewel NEWS」於官方網站發布共播放11回。

## 外部連結
- 官方網站（页面存档备份，存于）（日語）
- 37℃ BINETSU官方網站（页面存档备份，存于）（日語）